# Rufino (epigrammista)
Rufino (in greco antico: Ῥουφῖνος?, Rouphînos; fl. I-II secolo) è stato un poeta greco antico.

## Biografia
Le linee biografiche di Rufino sono pressoché ignote. Forse, come Stratone, originario di Sardi, secondo certi studiosi andrebbe collocato tra la seconda metà del I secolo d.C. e la prima del II, mentre altri lo stimano addirittura del IV secolo. 

## Epigrammi
Della sua produzione poetica come epigrammista ci sono giunti 38 componimenti tramite l'Antologia Palatina, che sembrano designarlo poeta erotico dai toni lascivi e licenziosi, anche se talvolta lirici ed ispirati.